# Estación de Dueñas
Dueñas es una estación ferroviaria situada en el municipio español homónimo en la provincia de Palencia, comunidad autónoma de Castilla y León. Cuenta con servicios de Media Distancia operados por Renfe.

## Situación ferroviaria
La estación se encuentra en el punto kilométrico 278,826 de la línea férrea de ancho ibérico que une Madrid con Hendaya a 713,24 metros de altitud, entre las estaciones de Cubillas de Santa Marta y Venta de Baños. El tramo es de vía doble y está electrificado.

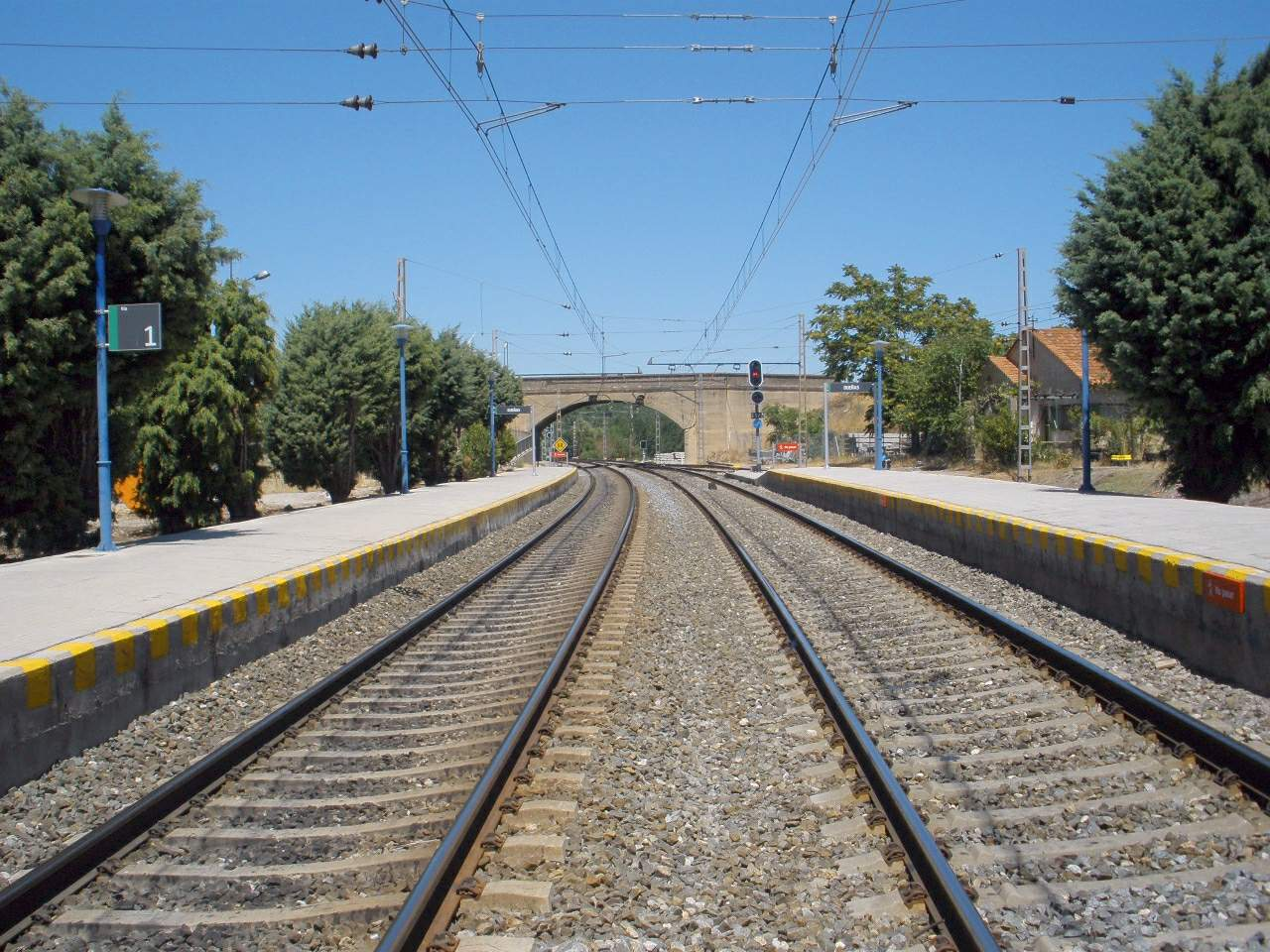
Aspecto de los andenes de la estación en 2009

## Historia
La estación fue inaugurada el 1 de agosto de 1860 con la puesta en marcha del tramo Valladolid – Venta de Baños de la línea radial Madrid-Hendaya. Su explotación inicial quedó a cargo de la Compañía de los Caminos de Hierro del Norte de España quien mantuvo su titularidad hasta que en 1941 fue nacionalizada e integrada en la recién creada RENFE.
Desde el 31 de diciembre de 2004 Renfe Operadora explota la línea mientras que Adif es la titular de las instalaciones ferroviarias.

## La estación
A diferencia de Magaz o Quintana del Puente Dueñas no conserva el clásico edificio de Norte ya que este ha sido sustituido por uno más moderno y funcional. Cuenta con dos andenes laterales ligeramente curvados al que acceden dos vías. Los cambios de andén se realizan a nivel. Un pequeño refugio protege a los viajeros en el andén par. 

## Servicios ferroviarios

### Media Distancia
En Dueñas, Renfe presta servicios de Media Distancia gracias sus trenes MD, Regional, Regional Exprés y Proximidad en los trayectos:
- Palencia - Valladolid - Medina del Campo
- Palencia - Salamanca
- Valladolid - Santander
- Valladolid - Gijón
- Madrid - Palencia
- Madrid - León

| Línea MD | Servicio        | Origen/Destino          | Paradas intermedias | Destino/Origen          |
| -------- | --------------- | ----------------------- | --- | ----------------------- |
| 14       | Proximidad      | Palencia                | Venta de Baños · Dueñas · Cubillas de Santa Marta · Corcos-Aguilarejo · Cabezón de Pisuerga · Valladolid-Universidad · Valladolid-Campo Grande · Viana de Cega · Valdestillas · Matapozuelos · Pozaldez | Medina del Campo        |
| 14       | Proximidad      | Palencia                | Venta de Baños · Dueñas · Valladolid-Universidad · Valladolid-Campo Grande | Medina del Campo        |
| 14       | Proximidad      | Palencia                | Venta de Baños · Dueñas · Cubillas de Santa Marta · Corcos-Aguilarejo · Cabezón de Pisuerga · Valladolid-Universidad | Valladolid-Campo Grande |
| 14       | Proximidad      | Medina del Campo        | Valladolid-Campo Grande · Dueñas · Venta de Baños | Palencia                |
| 17       | MD              | Madrid-Príncipe Pío     | Villalba · El Escorial · Zarzalejo · Robledo de Chavela · Santa María de la Alameda-Peguerinos · Las Navas del Marqués · Navalperal · Herradón-La Cañada · Ávila · Arévalo · Medina del Campo · Valladolid-Campo Grande · Dueñas · Venta de Baños | Palencia                |
| 17       | Regional Exprés | Ponferrada              | San Miguel de las Dueñas · Bembibre · La Granja · Brañuelas · Porqueros · Vega-Magaz · Astorga · Nistal · Barrientos · Veguellina · Villavante · Quintana-Raneros · León · Palanquinos · El Burgo Ranero · Sahagún · Grajal · Villada · Paredes de Nava · Becerril · Grijota · Palencia · Venta de Baños · Dueñas · Cabezón de Pisuerga · Valladolid-Universidad                                                                                             | Valladolid-Campo Grande |
| 19       | MD              | Palencia                | Venta de Baños · Dueñas · Valladolid-Universidad · Valladolid-Campo Grande · Medina del Campo · Campillo · El Carpio · Fresno el Viejo · Cantalapiedra · El Pedroso de la Armuña · Gomecello · Salamanca | Salamanca-La Alamedilla |
| 20       | Regional Exprés | Valladolid-Campo Grande | Valladolid-Universidad · Cabezón de Pisuerga · Corcos-Aguilarejo · Cubillas de Santa Marta · Dueñas · Venta de Baños · Palencia · Monzón de Campos · El Carrión · Amusco · Piña · Frómista · Osorno · Espinosa de Villagonzalo · Herrera de Pisuerga · Alar del Rey · Mave · Aguilar de Campoo · Quintanilla de las Torres · Mataporquera · Reinosa · Bárcena · Los Corrales de Buelna · Torrelavega · Renedo · Maliaño · Valdecilla                         | Santander               |
| 20       | Regional Exprés | Valladolid-Campo Grande | Valladolid-Universidad · Cabezón de Pisuerga · Corcos-Aguilarejo · Cubillas de Santa Marta · Dueñas · Venta de Baños · Palencia · El Carrión · Piña · Frómista · Osorno · Espinosa de Villagonzalo · Herrera de Pisuerga · Alar del Rey · Aguilar de Campoo · Mataporquera · Reinosa · Bárcena · Los Corrales de Buelna · Torrelavega · Renedo · Maliaño · Valdecilla                                                                                        | Santander               |
| 24       | Regional        | Valladolid-Campo Grande | Valladolid-Universidad · Cabezón de Pisuerga · Corcos-Aguilarejo · Cubillas de Santa Marta · Dueñas · Venta de Baños · Palencia · Grijota · Becerril · Paredes de Nava · Villada · Grajal · Sahagún · El Burgo Ranero · Palanquinos · León · La Robla · La Pola de Gordón · Santa Lucía · Villamanín · Busdongo · Linares-Congostinas · Puente de los Fierros · Campomanes · Pola de Lena · Ujo · Mieres-Puente · Llamaquique · Oviedo · Calzada de Asturias | Gijón                   |